# Macaubal
Macaubal é um município brasileiro do estado de São Paulo. A cidade tem uma população de 7.481 habitantes (IBGE/2022). A cidade faz parte da região metropolitana de São José do Rio Preto

## História
Foi nos idos de 1924, precisamente a 2 de maio desse ano que os portugueses Manoel Camilo de Figueiredo, João de Freitas Caíres e os brasileiros Tomaz Teixeira de Souza e Narciso Alves da Silveira, atraídos pela fama de terras férteis do município de Monte Aprazível, através de picadas abertas na mata densa, abriram no espigão divisor das fazendas Santa Bárbara e Ponte Nova, uma clareira no oceano verde, e, em toscas residenciais estabeleceram com suas famílias, ensejando a outros pioneiros menos timorados a coragem de se localizarem na terra bravia. Dada a abundância de uma palmeira existente no lugar, a povoação recebeu o nome primitivo de Coqueiros, vindo a chamar-se logo depois de Vila Progresso dado o custo do desenvolvimento com que foi sacudida a nascente povoação de Coqueiros, para perdurar até 1964.
A povoação tornou-se rapidamente conhecida em toda a redondeza, principalmente no município de Monte Aprazível a cujo povoado pertencia, dando motivo que a sua densidade demográfica se ampliasse imediatamente em face da exuberância de suas terras próprias para o cultivo do café e cereais, e em pouco tempo de simples povoação, passou-se a pleitear o foro de distrito, o que não foi difícil graças aos requisitos que possuía para o desiderato. A colônia síria tendo a frente Carmo Buissa, seus irmãos Elias e Salim, Abrahão Daher e seus filhos Miguel e Antonio, Salim Hakme, Simão Nimer, Alexandre Kadre e muitos outros que, em face do vertiginoso progresso da povoação ai se radicaram com seus familiares e muito contribuíram para o seu desenvolvimento, estabelecendo com suas atividades comerciais próprias.
As famílias Zaneli, Teodoro Ferreira, Longhi e outras foram as primeiras a se transferirem para a povoação, contribuindo muito no setor rural, para o seu desenvolvimento.

### Emancipação política
Com a instalação do Distrito ocorrido a 17 de agosto de 1929, foi instalado o respectivo Cartório de Paz e Tabelionato. Por volta de 1935 foi criada a agência postal. A emancipação política do município se deu em 24 de dezembro de 1948 pela Lei nº 233. Quatro meses depois, o município foi implantado no dia 2 de abril de 1949.
A primeira administração municipal foi do Sr. Rufino Camilo Figueiredo, que foi eleito e empossado no dia 2 de abril de 1949, para mandado de quatro anos, encerrando-se em 2 de abril de 1953.

### Atualidade
Em 24 de agosto de 2021, com a Lei Complementar Estadual nº 1.359, o município passou a integrar a Região Metropolitana de São José do Rio Preto.
Em 15 de março de 2023, com a Lei Municipal nº 546, o município instituiu o dia da bandeira municipal a ser comemorado em 21 de novembro, compondo as efemérides municipais .
Em 26 de abril de 2023, com a Lei Municipal nº 552, o município passou a ter um hino municipal oficinal .

## Geografia

### Dados geográficos
Localiza-se a uma latitude 20º48'21" sul e a uma longitude 49º57'50" oeste, estando a uma altitude de 516 metros. 
Possui uma área de 248,649 km².
- Localização: Noroeste do Estado de São Paulo
- Distância rodoviária: 510 km da capital

### Demografia

#### Dados do Censo - 2010
- Urbana: 6.773[2]
- Rural: 890
- Homens: 3.880[16]
- Mulheres: 3.783

Densidade demográfica (hab./km²): 30,88

#### Educação (IBGE/2010)
- Taxa de escolarização de 6 a 14 anos de idade: 97,9%
- IDEB - Anos iniciais do Ensino Fundamental: 6,2
- IDEB - Anos finais do Ensino Fundamental: 5,7

#### Dados do Censo - 2000
- Mortalidade infantil até 1 ano (por mil): 14,36
- Expectativa de vida (anos): 72,04
- Taxa de fecundidade (filhos por mulher): 2,09
- Taxa de alfabetização: 88,69%
- Índice de Desenvolvimento Humano (IDH-M): 0,781
  - IDH-M Renda: 0,706
  - IDH-M Longevidade: 0,784
  - IDH-M Educação: 0,852

(Fonte: IPEADATA)

### Municípios vizinhos
- Nhandeara
- Poloni
- Monte Aprazível
- União Paulista
- Turiúba
- Planalto
- Monções
- Sebastianópolis do Sul

### Rodovias

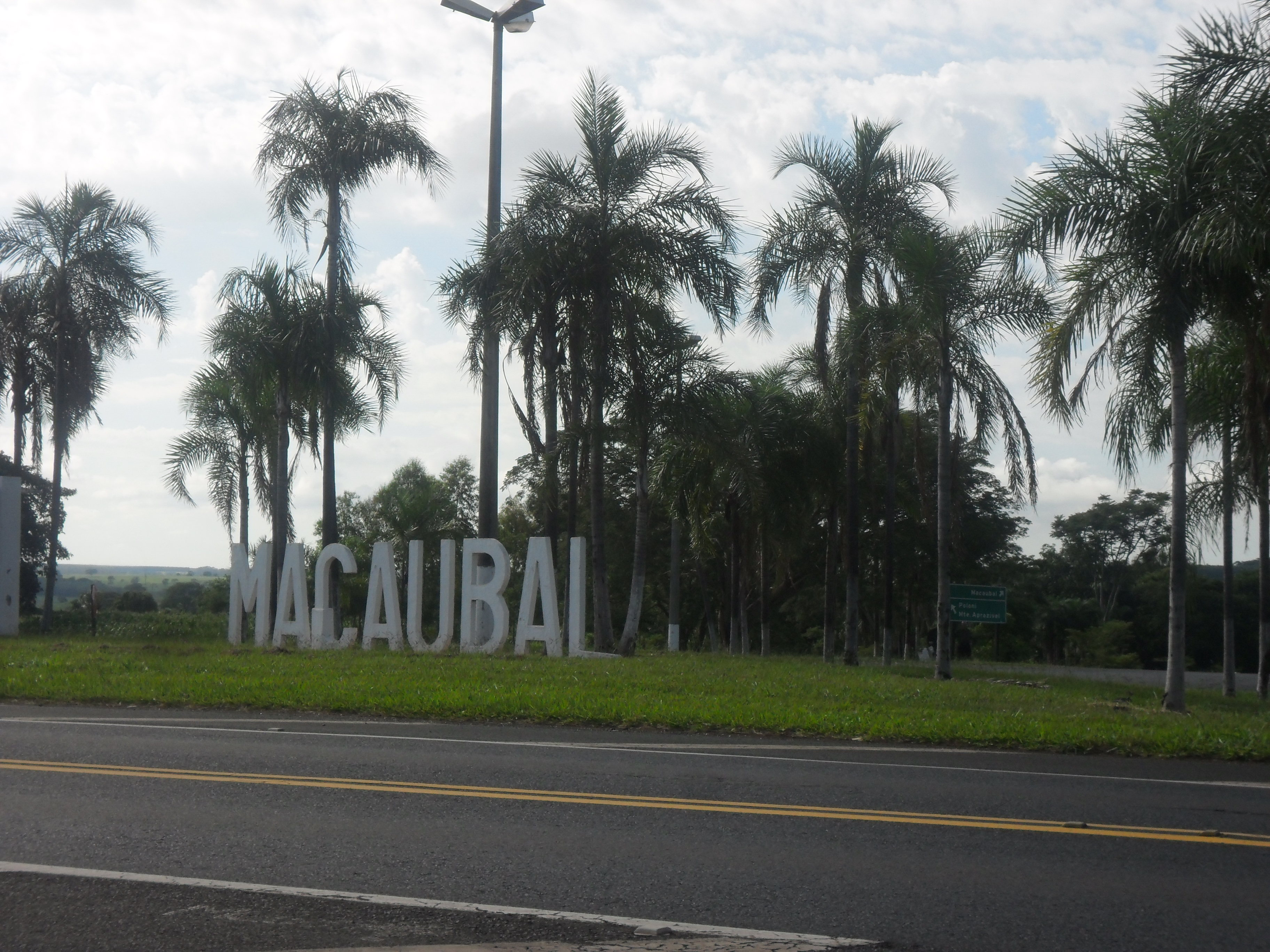
Trevo do município de Macaubal até abril de 2019.

- SP-310 - Rodovia Feliciano Salles Cunha
- SP-498 - Rodovia Jamil Chamas

Distância dos municípios vizinhos
- União Paulista – 13,6 km
- Monções –  16,5 km
- Nhandeara – 22 km
- Monte Aprazível – 37 km
- Votuporanga – 60,8 km
- São José do Rio Preto – 72 km

## Infraestrutura

### Rádios
A cidade de Macaubal possui a Rádio Studio 1 FM.

### Jornais
Jornal periódico A Voz do Povo, que existe na região desde 1981, sendo distribuído nas cidades próximas, inclusive em Macaubal.[carece de fontes?]

### Telefonia
O sistema de telefones automáticos foi inaugurado na cidade pela Companhia de Telecomunicações do Estado de São Paulo (COTESP) em 1974. Já o sistema de discagem direta à distância (DDD) foi implantado em 1985 pela Telecomunicações de São Paulo (TELESP), com o código de área (0174).
Na década de 90 o código DDD da cidade foi alterado para (017), para padronização do sistema telefônico com a telefonia celular que estava sendo implantada em todo o estado.

### Educação
- A EE - Escola Estadual Porfírio Pimentel, fundada em 1942, para alunos dos Anos Finais do Ensino Fundamental e Ensino Médio;
- A EMEF - Escola Municipal Ensino Fundamental Conselheiro Rodrigues Alves, fundada em 1957 como escola estadual (até 2017), hoje ministra aulas para alunos dos Anos Iniciais do Ensino Fundamental;
- A EMEI - Escola Municipal de Educação Infantil Octávio Dezan Sobrinho, fundada em 1996, para alunos da Pré-Escola, atendendo Maternais I e II além das 1ª e 2ª Etapas.
- A Creche Berçário de Macaubal que atende crianças na primeira infância e no Maternal.
- O Colégio Evolução Objetivo Macaubal que oferece Ensino Infantil, Fundamental I, e Fundamental II.[20]
- A CEMEI - Centro Municipal de Educação Infantil  "Prof. Durval Pereira Filho" - "Durvalzinho", fundada em 2025, atendendo crianças nos Berçarios, Maternais e 1ª e 2ª Etapas.

### Saúde
- Santa Casa de Macaubal
- Centro de Saúde
- Centro de Especialidades
- Unidade de Saúde Mental Bem Estar de Macaubal

### Conselhos Municipais
- Conselho Municipal de Direitos Humanos

### Serviços Sociais
- Centro de Referência de Assistência Social de Macaubal
- Conselho Tutelar de Macaubal
- Casa Lar de Macaubal
- Centro do Idoso (CCI)
- Lar São Vicente de Paulo - Lar de Idosos de Macaubal
- Centro Comunitário

### Segurança Pública
- Delegacia de Polícia de Macaubal - Polícia Civil do Estado de São Paulo
- Base da Polícia Militar de Macaubal - Polícia Militar do Estado de São Paulo

## Administração
Esta é a lista de prefeitos do município.
| Nº  | Nome                       | Partido | Início do mandato     | Fim do mandato         | Vice-Prefeito                         | Observações |
| 01º | Rufino Camilo Figueiredo   | —       | 2 de abril de 1949    | 2 de abril de 1953     | —                                     | Prefeito eleito. Não houve vice-prefeito. |
| 02º | Agenor Olivieri            | —       | 2 de abril de 1953    | 2 de abril de 1957     | Marciano Marques de Oliveira          | Prefeito eleito pela 1ª vez. |
| 03º | João Nimer                 | —       | 2 de abril de 1957    | 2 de abril de 1961     | Valdemar Guimarães                    | Prefeito eleito pela 1ª vez. Tinha sido vereador duas vezes - (1949-1953, 1953-1957). |
| 04º | Laurindo Guimarães         | —       | 2 de abril de 1961    | 2 de abril de 1965     | Arlindo Teodoro Ferreira              | Prefeito eleito. |
| 05º | Agenor Olivieri            | —       | 2 de abril de 1965    | 2 de abril de 1969     | Armando Favarão                       | Prefeito eleito pela 2ª vez. |
| 06º | Evaristo Canova            | ARENA   | 2 de abril de 1969    | 2 de abril de 1973     | Roberto Buissa                        | Prefeito eleito. |
| 07º | José Chamas                | ARENA   | 2 de abril de 1973    | 31 de janeiro de 1977  | Antonio Pirondi                       | Prefeito eleito. |
| 08º | João Nimer                 | ARENA   | 31 de janeiro de 1977 | 31 de janeiro de 1983  | Bento Teixeira dos Santos             | Prefeito eleito pela 2ª vez, para um mandato de seis anos. Tinha sido vereador duas vezes - (1961-1965, 1973-1977). |
| 09º | Labib Buissa               | PDS     | 31 de janeiro de 1983 | 31 de dezembro de 1988 | Clewis Henri Munhoz                   | Prefeito eleito para um mandato de seis anos. |
| 10º | Ronaldo G. B. Quicolli     | PMDB    | 1º de janeiro de 1989 | 31 de dezembro de 1992 | José Pedroso (PPS)                    | Prefeito eleito pela 1ª vez. |
| 11º | Norair Braguini            | PRN     | 1º de janeiro de 1993 | 31 de dezembro de 1996 | Abraão Chamas (PDT)                   | Prefeito eleito. |
| 12º | Ronaldo G. B. Quicolli     | PMDB    | 1º de janeiro de 1997 | 31 de dezembro de 2000 | Sérgio Luiz de Mira (PMDB)            | Prefeito eleito pela 2ª vez. Eleito com 3.057 votos (65,79% dos votos válidos). |
| 13º | Mauri Carlos A. de Almeida | PFL     | 1º de janeiro de 2001 | 31 de dezembro de 2004 | Farid Chamas (PPS)                    | Prefeito eleito. Eleito com 2.902 votos (58,88% dos votos válidos). Tentou reeleição, mas ficou em 3º lugar, com 1.377 votos (30,48% dos votos válidos). |
| 14º | Sérgio Luiz de Mira        | PMDB    | 1º de janeiro de 2005 | 31 de dezembro de 2008 | Dorivaldo Botelho (PRB)               | Prefeito eleito. Eleito com 1.600 votos (34,26% dos votos válidos). |
| —   | Sérgio Luiz de Mira        | PMDB    | 1º de janeiro de 2009 | 31 de dezembro de 2012 | Dorivaldo Botelho (PRB)               | Prefeito reeleito. Reeleito com 3.598 votos (100,00% dos votos válidos). Sua reeleição unanime deu-se por ter sido candidato único. |
| 15º | Dorivaldo Botelho          | PRB     | 1º de janeiro de 2013 | 31 de dezembro de 2016 | José Pedroso (PPS)                    | Prefeito eleito. Eleito com 2.920 votos (58,97% dos votos válidos). |
| 16º | João Florentino Neto       | PSDB    | 1º de janeiro de 2017 | 26 de outubro de 2018  | Celso Luiz (PSDB)                     | Prefeito eleito. Eleito com 2.199 votos (43,63% dos votos válidos). Teve seu mandato suspenso em 14 de agosto de 2018 pela Câmara Municipal dos Vereadores por unanimidade e cassado por sete votos contra dois votos em 26 de outubro de 2018. |
| 17º | Celso Luiz                 | PSDB    | 27 de outubro de 2018 | 31 de outubro de 2018  | —                                     | Vice-prefeito eleito. Eleito com seu titular na eleição municipal de 2016. Assumiu em 27 de outubro de 2018 com a cassação do titular no dia anterior, renunciando dias depois por motivos pessoais. |
| 18º | Wanderlei Melhado          | PSDB    | 31 de outubro de 2018 | 31 de dezembro de 2018 | —                                     | Presidente da Câmara Municipal de Vereadores em exercício (2017-2018), que assumiu o cargo interinamente, solicitando à Justiça Eleitoral uma eleição municipal suplementar para preencher os cargos de Prefeito e Vice-Prefeito. Devido a troca de presidentes do Legislativo Municipal no meio da legislatura, precisou deixar o cargo de prefeito municipal interino em 31 de dezembro de 2018. |
| 19º | Frederico Braguini         | PSDB    | 1º de janeiro de 2019 | 7 de abril de 2019     | —                                     | Presidente da Câmara Municipal de Vereadores em exercício (2019-2020), que assumiu o cargo de prefeito municipal interino em 1º de janeiro de 2019, devido a troca de presidentes do Legislativo Municipal no meio da legislatura. Neste mandato interino, ocorreu a eleição municipal suplementar, na data de 17 de março de 2019.                                                                |
| 20º | Wanderlei Melhado Guizzi   | PSDB    | 8 de abril de 2019    | 31 de dezembro de 2020 | Carlos Roberto Padovezi Miranda (DEM) | Prefeito eleito. Eleito em eleição suplementar no dia 17 de março de 2019, recebendo 1.663 votos (39,9% dos votos válidos), assumindo o cargo de prefeito municipal em 8 de abril de 2019 e com mandato até 31 de dezembro de 2020. Tendo reeleição, mas ficou em 2º lugar, com 1.981 votos (42,85% dos votos válidos).                                                                            |
| 21º | Acácio Tardoque Ferreira   | PV      | 1º de janeiro de 2021 | 31 de dezembro de 2024 | Rafael Roque (PODE)                   | Prefeito eleito. Eleito em 15 de novembro de 2020, por força da Emenda Constitucional nº 107, de 2 de julho 2020, que alterou a data das eleições municipais de outubro de 2020 em razão da pandemia de COVID-19 no Brasil, recebendo 2.642 votos (57,15% dos votos válidos). |
| 21º | Acácio Tardoque Ferreira   | PSD     | 1º de janeiro de 2025 | atualidade             | Rafael Roque (MDB)                    | Prefeito reeleito. Eleito em 6 de outubro de 2024 ao receber 3.518 votos (70,37% dos votos válidos) |

## Religião
De acordo com o IBGE/2010, o cristianismo é a religião predominante, compondo 96,62% da população do município de Macaubal.
| Religião          | Número de fiéis | Porcentagem (%) |
| ----------------- | --------------- | --------------- |
| Católicos Romanos | 5.843           | 77,28%          |
| Evangélicos       | 1.302           | 17,46%          |
| Espíritas         | 137             | 1,81%           |
| Sem religião      | 167             | 1,97%           |
| Outras            | 111             | 1,48%           |
| Total             | 7.560           | 100,00%         |

O Cristianismo se faz presente na cidade da seguinte forma:

### Igreja Católica
- A igreja faz parte da Diocese de Votuporanga.[35]

### Igrejas Evangélicas
- Assembleia de Deus Ministério do Belém.[36][37]
- Congregação Cristã no Brasil.[38]
- Igreja Presbiteriana Independente do Brasil.[39]